# Instituto Valenciano de la Paella
Instituto Valenciano de la Paella fou un projecte impulsat per la Fundació Astroc, d'Enrique Bañuelos al municipi valencià de Canet d'en Berenguer. La intenció era esdevenir un centre d'investigació gastronòmic i de difusió de la cuina de l'arròs, però el projecte va ser un fracàs i va tancar les portes al poc d'obrir.

## Història
El projecte es basà en un espai amb 200 paellers disponibles per a un ús familiar privat al poble de Canet d'en Berenguer, a tocar de Sagunt, poble de naixement de l'impulsor del projecte, Enrique Bañuelos, mitjançant la seva Fundació Astroc. També disposa de 2 pistes de pàdel i els corresponents vestidors. El projecte va ser presentat per primera vegada el 2003 per l'Alcalde de Canet, Enrique Altabella, que va presentar una proposta de 90 milions d'euros de pressupost que incloïa diversos complexes immobiliaris, una escola d'hostaleria i alguns apartaments turístics. El projecte va ser construït sobre terrenys públics amb un període de concessió de 75 anys a canvi d'un cànon d'explotació.
El 2006 es va fer una gran festa de presentació al Central Park de Nova York, als Estats Units, on Bañuelos va donar menjar paella gratis a 20.000 persones de la mà de l'empresa valenciana Paellas Velarte.Vídeo de les 20.000 racions de paella valenciana en Nova York per Paellas Velarte

### Inauguració i immediat tancament
Finalment el complex va ser inaugurat el 2007 amb la voluntat de crear un centre gastronòmic de referència, amb un acte on es va servir paella per més de 1.000 persoones. Aquest espai es va inaugurar una setmana abans de la desfeta d'Astroc, pel que finalment només es van realitzar un parell d'actes més enllà de la inauguració del centre. Des de llavors l'Ajuntament ha intentat sense èxit recuperar l'espai per a un públic, litigant-se el 2010 contra Quabit, l'actual propietària dels terrenys.